# Ovoïde
Pour les articles homonymes, voir œuf.

L'ovoïde, avec un seul axe de symétrie, ressemble à un œuf.

En mathématiques, un ovoïde est une surface de classe {\displaystyle C^{1}}, délimitant un domaine convexe et relativement compact de ℝ³. Son nom vient du fait que cette surface évoque l'œuf.
L'ovoïde est une surface de révolution qui ne possède qu'un seul axe de symétrie. Sa méridienne peut être définie par l'équation cartésienne suivante :
{\displaystyle a\left(1+ky\right)x^{2}+by^{2}=1\,}
La valeur de k influence l'arrondi observé à l'extrémité. L'ovoïde de Kepler est une surface de révolution autour de l'axe z, son équation est :
{\displaystyle y={\sqrt {x^{3/2}-x^{2}}}}

## Égouttage

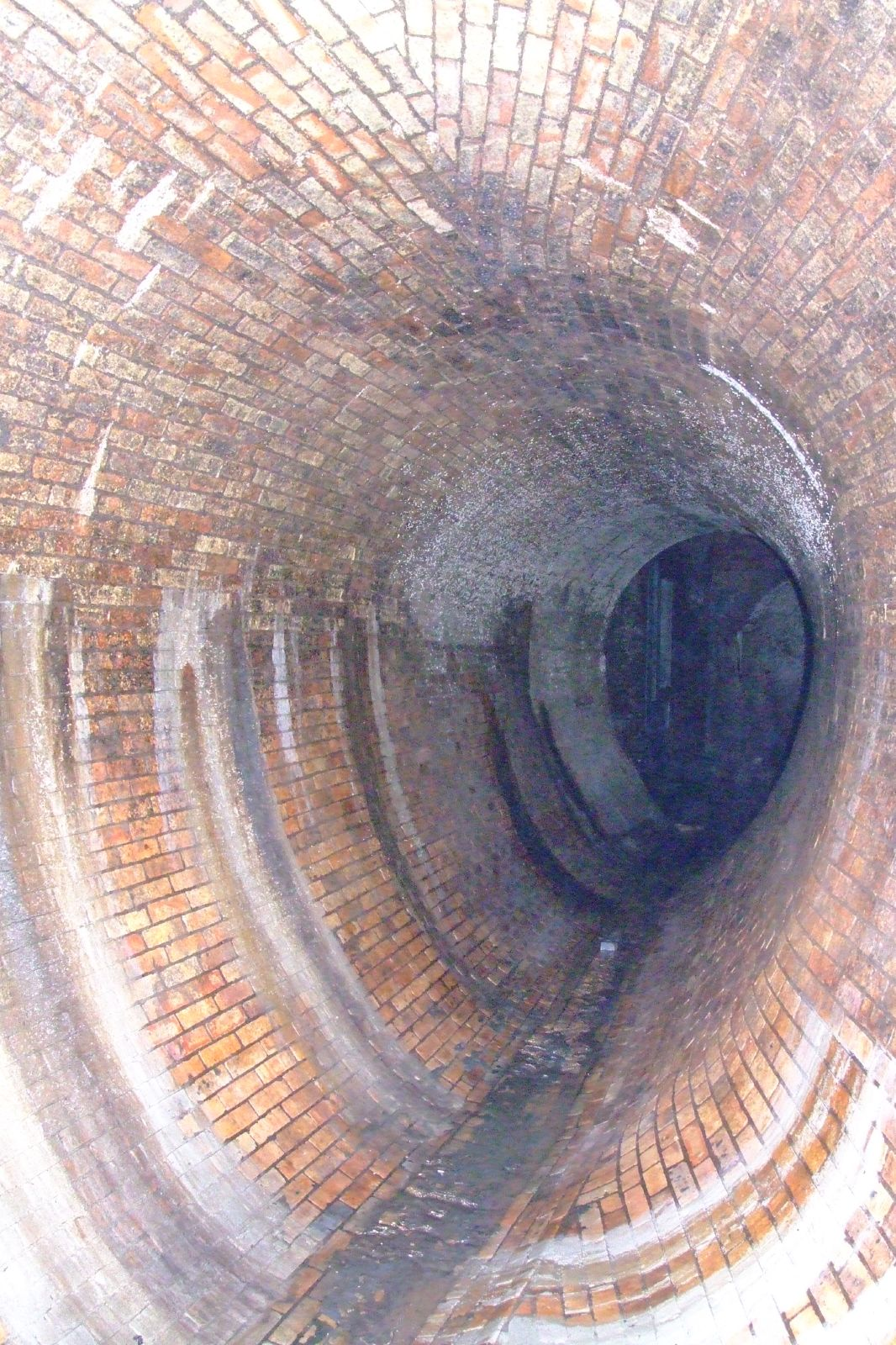
Égout de section ovoïde datant de l'époque victorienne à Brighton en Angleterre.

Dans le domaine de l'assainissement, un ovoïde désigne une canalisation des égouts de section ovoïde.  Cette forme particulière empêche la sédimentation grâce à une vitesse supérieure de l'eau à faible débit dans la partie inférieure, plus étroite, (écoulement de Poiseuille).